# 小堀政養
小堀 政養（こぼり まさやす）は、江戸時代中期の近江国小室藩の世嗣。通称は民部。

## 略歴
小室藩5代藩主・小堀政峯の長男として誕生。
小室藩嫡子として生まれたが、家督を継ぐことなく享保16年（1731年）に17歳で早世した。法名は良山宗英性智院。
代わって三弟・政寧が嫡子となった。